# Carles Bosch i Garcia
Carles Bosch i Garcia (Barcelona, 22 de desembre de 1919 - Ciutat de Mèxic, 22 de febrer de 1994) va ser un historiador, investigador, catedràtic i acadèmic català nacionalitzat mexicà. Les seves àrees de recerca es van centrar en temes de la Història precolombina de Mèxic, de la Conquesta de Mèxic, però especialment de la història diplomàtica entre Estats Units i Mèxic.

## Biografia
Va ser fill de l'historiador Pere Bosch i Gimpera i de Josefina García Díaz. Va començar els seus estudis professionals d'història a la Universitat Autònoma de Barcelona però va haver d'interrompre'ls per l'inici de la Guerra Civil espanyola. Es va mudar a França i posteriorment a Anglaterra on va ingressar a la Universitat d'Oxford, però novament va abandonar la carrera, aquesta vegada, a causa de l'inici de la Segona Guerra Mundial. Va residir a Panamà i després es va traslladar a la Ciutat de Mèxic on va continuar els seus estudis a El Colegio de México, en l'Escola Nacional d'Antropologia i Història (ENAH) i en la Facultat de Filosofia i Lletres de la Universitat Nacional Autònoma de Mèxic obtenint un doctorat el 1960.
Va ser professor d'història al Col·legi Americà de Mèxic, al Mexico City College, a la Facultat de Filosofia i Lletres i en la Facultat de Ciències Polítiques i Socials de la UNAM, a l'Escola Nacional d'Antropologia i Història i a El Colegio de México.
Va ser investigador de l'Institut de Recerques Històriques de la UNAM, director del Centro Interamericano de Libros Académicos. Va ser nomenat membre de nombre de l'Acadèmia Mexicana de la Història el 1989, va ocupar la butaca N° 19. Es casà amb la historiadora de l'art i acadèmica Elisa Vargaslugo Rangel. Va morir l'1 d'agost de 1994 en la Ciutat de Mèxic.

## Premis i distincions
- Beca Guggenheim.
- Beca per la Fundació Rockefeller.
- Investigador Emèrit per l'Institut de Recerques Històriques de la Universitat Nacional Autònoma de Mèxic el 1989.
- Premi Universitat Nacional en Docència en Ciències Socials per la Universitat Nacional Autònoma de Mèxic, el 1991.

## Obres publicades
- La esclavitud prehispánica entre los aztecas, el 1944.
- Material para la historia diplomática de México, el 1957.
- Relaciones entre México y Estados Unidos, el 1961.
- Latinoamérica. Una interpretación global de la dispersión en el siglo XIX, el 1978.
- México frente al mar: el conflicto histórico entre la novedad marinera y la tradición terrestre, el 1981.
- El mester político de Poinsett: noviembre de 1824 - diciembre de 1829, el 1983.
- Tres ciclos de navegación mundial se concentraron en América, el 1985.
- De las reclamaciones, la guerra y la paz: 1 de diciembre de 1843 - 22 de diciembre de 1848, el 1985.
- Problemas diplomáticos del México independiente, el 1986.
- Sueño y ensueño de los conquistadores, el 1987.
- La polarización regalista de la Nueva España, el 1990.
- El descubrimiento y la integración iberoamericana, el 1991.
- Documentos de la relación de México con los Estados Unidos, en cinc volums, el 1992.
- México en la historia 1770-1865, el 1993.